# Sacramento Joffre Vázquez
Sacramento Joffre Vázquez (San Francisco Cuautlancingo, Puebla, 12 de mayo de 1906 - ) fue un político y líder agrario mexicano, miembro del Partido Revolucionario Institucional, fue en dos ocasiones diputado federal.

## Líder agrario
Sacramento Joffre era originario de la población de San Francisco Cuautlancingo, municipio de Chalchicomula de Sesma en el estado de Puebla. Realizó sus estudios básico en la cabecera municipal, Ciudad Serdán; posteriormente se dedicó a actividades agrícolas. 
Al terminar la Revolución mexicana partir de 1922 se dedicó a la lucha por el reparto agrario, una de las principales conquistas de la Revolución, y que los gobiernos emanados de la misma implementaban en todo el país. Líder de la Unión de Comunidades Agrarias de Ciudad Serdán, posteriormente fue Secretario de la Liga de Comunidades Agrarias del estado de Puebla y como tal fue cofundador, junto a líderes como Graciano Sánchez y Javier Rojo Gómez, de la Confederación Nacional Campesina; de la que sería Secretario de Finanzas de 1938 a 1941 y posteriormente de 1976 a 1979.

## Diputado
Su primer cargo político fue como Presidente Municipal de Chalchicomula de Sesma de 1933 a 1936, de 1939 a 1942 fue diputado al Congreso de Puebla, corporación a la que volvió a ser electo de 1962 a 1965.
De 1937 a 1940 fue diputado federal suplente, y fue elegido como propietario en representación del Distrito 11 del Distrito Federal en 1943 a la XXXIX Legislatura. En dicha legislatura se desctacó entre los diputados afines al ala izquierda del Partido de la Revolución Mexicana, cada vez más minoritario y opuesto a la política oficial del presidente Manuel Ávila Camacho. Además era partidario de la precandidatura presidencial del Jefe del Departamento Central, Javier Rojo Gómez, frente a la del Secretario de Gobernación, Miguel Alemán Valdés.
Como consecuencia de esta lucha interna y a instacias de Alemán, fue acusado junto a los también diputados izquierdistas Carlos Madrazo y Pedro Téllez Vargas de traficar con los permisos de migración a Estados Unidos para los campesinos; viéndose obligado a solicitar licencia al cargo el 2 de febrero de 1945; fueron acusados penalmente, aunque finalmente declarados inocentes.
En consecuencia y junto a Rojo Gómez y Madrazo permaneció todo el gobierno de Miguel Alemán sin cargos públicos, pero al concluir este retornó a la actividad política en la CNC. Intentó ser electo diputado en 1967 pero fue desplasado por decisión del entonces presidente Gustavo Díaz Ordaz; sin embargo lograría la elección por el Distrito 5 de Puebla de 1976 a 1979 y por el Distrito 14 de Puebla de 1982 a 1985.